# محمد بن مالك الحمادي
محمد بن مالك الحَمَّادي (توفي نحو 470 هـ / نحو 1077 م) فقيه باحث، من أهل السنة في اليمن.
هو أبو عبد الله محمد بن مالك بن أبي الفضائل الحمادي المعافري اليماني. قال الزركلي: «أدرك أيام علي بن محمد الصليحي، وسمع ما يقال عن دعوته (الباطنية) فدخل في مذهبه، مختبرا، فاطلع على بعض كتبه، وصنف كتاب «كشف أسرار الباطنية» وفيه شئ من تاريخهم ونزغاتهم». وأنتشر كتاب «كشف أسرار الباطنية» انتشارا واسعا وقد خدم كمصدر أولي موثوق لأجيال من المؤرخين السنة في اليمن، كبهاء الدين الجُنْدي (توفي 732 هـ / 1332 م) على سبيل المثال.